# Heptathela australis
Heptathela australis är en spindelart som först beskrevs av Ono 2002.  Heptathela australis ingår i släktet Heptathela och familjen ledspindlar.
Artens utbredningsområde är Vietnam. Inga underarter finns listade i Catalogue of Life.